# Abtei Saint-Évroult

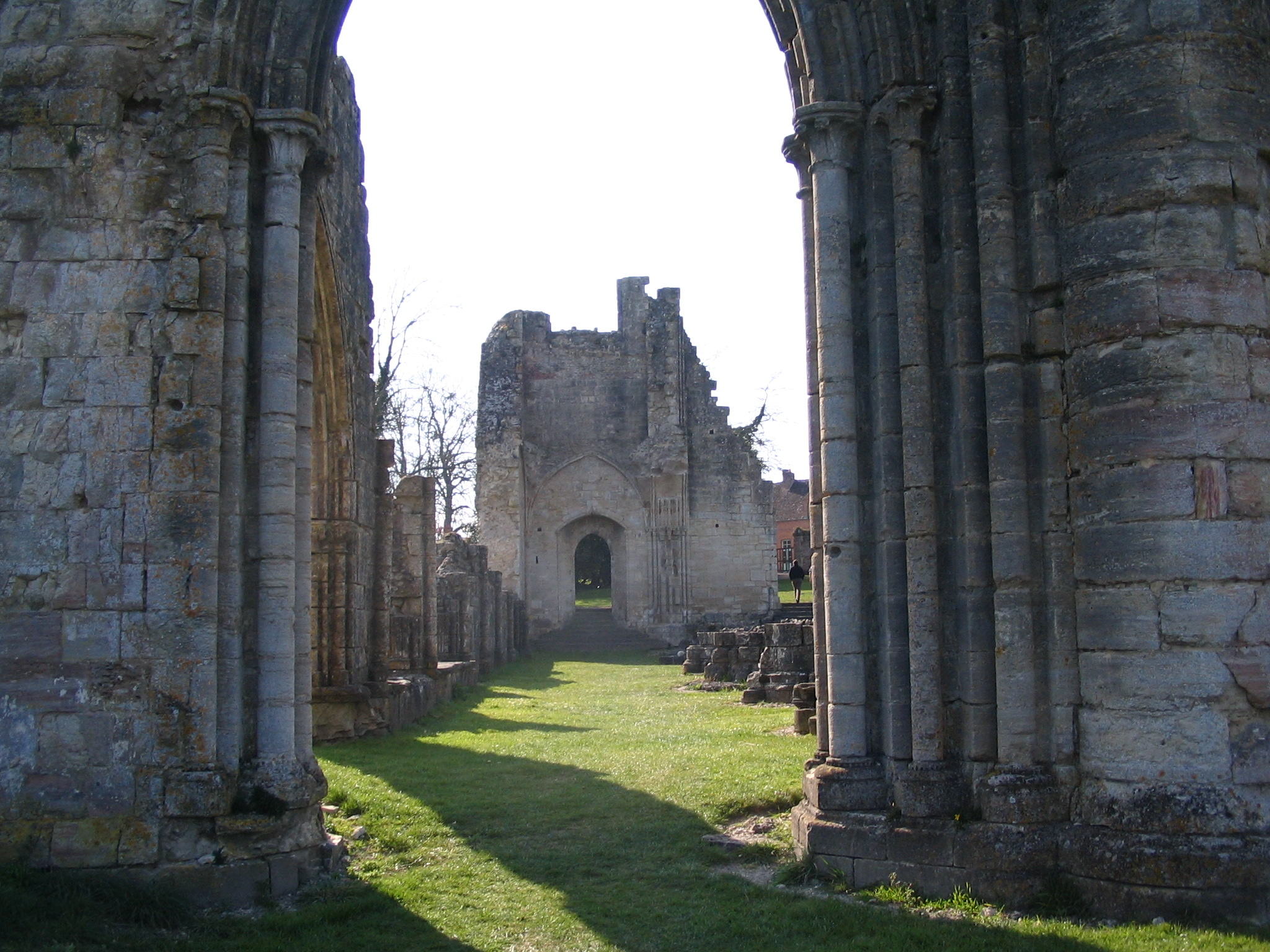
Blick in die Abtei Saint-Évroult

Die Abtei Saint-Évroult ist eine ehemalige Benediktinerabtei in Saint-Evroult-Notre-Dame-du-Bois im Département Orne (Frankreich).

## Geschichte
Die Abtei wurde vom Heiligen Évroult d’Ouche († 706), deutsch auch Ebrulf(us), unter dem Namen Abbaye d’Ouche gegründet.
Das Kloster wurde um 1050 unter dem Namen Saint-Évroult von den Familien Giroie und Grandmesnil wiederaufgebaut; sie erhielten dabei die Unterstützung der regionalen Klöster wie der Abtei Jumièges, deren Filiam Saint-Èvroult nun wurde. Die Abtei Évroult (ihr vollständiger Name ist Abbaye Notre-Dame-du-Bois de Saint-Evroult) wiederum beteiligte sich an der Gründung der Abtei Saint-Martin in Sées. Die Familie Grandmesnil wiederum machte das Kloster zu ihrer Grablege.
Der berühmteste Mönch in Saint-Évroult ist der Geschichtsschreiber Ordericus Vitalis (1075-um 1142), dessen Historia ecclesiastica eine wesentliche Quelle für die Geschichte der Normandie, Englands, Italiens und natürlich der Abtei selbst ist. Ein weiterer Mönch in Saint-Évroult war der Chronist Geoffroi Malaterra.
Abt Robert de Grandmesnil musste 1061/62 außer Landes fliehen, um dem Zorn des Herzogs zu entgehen; er ging nach Italien, wo er das Kloster Sant’Eufemia (Kalabrien) gründete. Abt Serlon d’Orgères wurde 1091 Bischof von Sées. 1231 bis 1284 wurde die Abtei neu aufgebaut.
Im 14. Jahrhundert wurde die Kirche der Abtei mit Skulpturen dekoriert. Im 15. Jahrhundert wurden ein neues Eingangsportal und eine Mauer um das Grundstück errichtet. Im 17. Jahrhundert wurde ein Wohngebäude aus Backsteinen hinzugefügt. Im Zuge der Französischen Revolution (1789–1799) wurde die Abtei aufgelöst. Die Steine aus den Mauern der Gebäude wurden abgetragen und zum Bau anderer Gebäude verwendet. 1802 brach das Hauptgebäude zusammen. Die Ruinen bestehen heute aus verschiedenen architektonischen Elementen und geben einen Überblick darüber, wie das Gebäude früher ausgesehen hat. Sie wurden 1967 als Monument historique (historisches Denkmal) klassifiziert.

## Priorate
- Maison-Maugis